# Andreaskerk (Rotterdam)

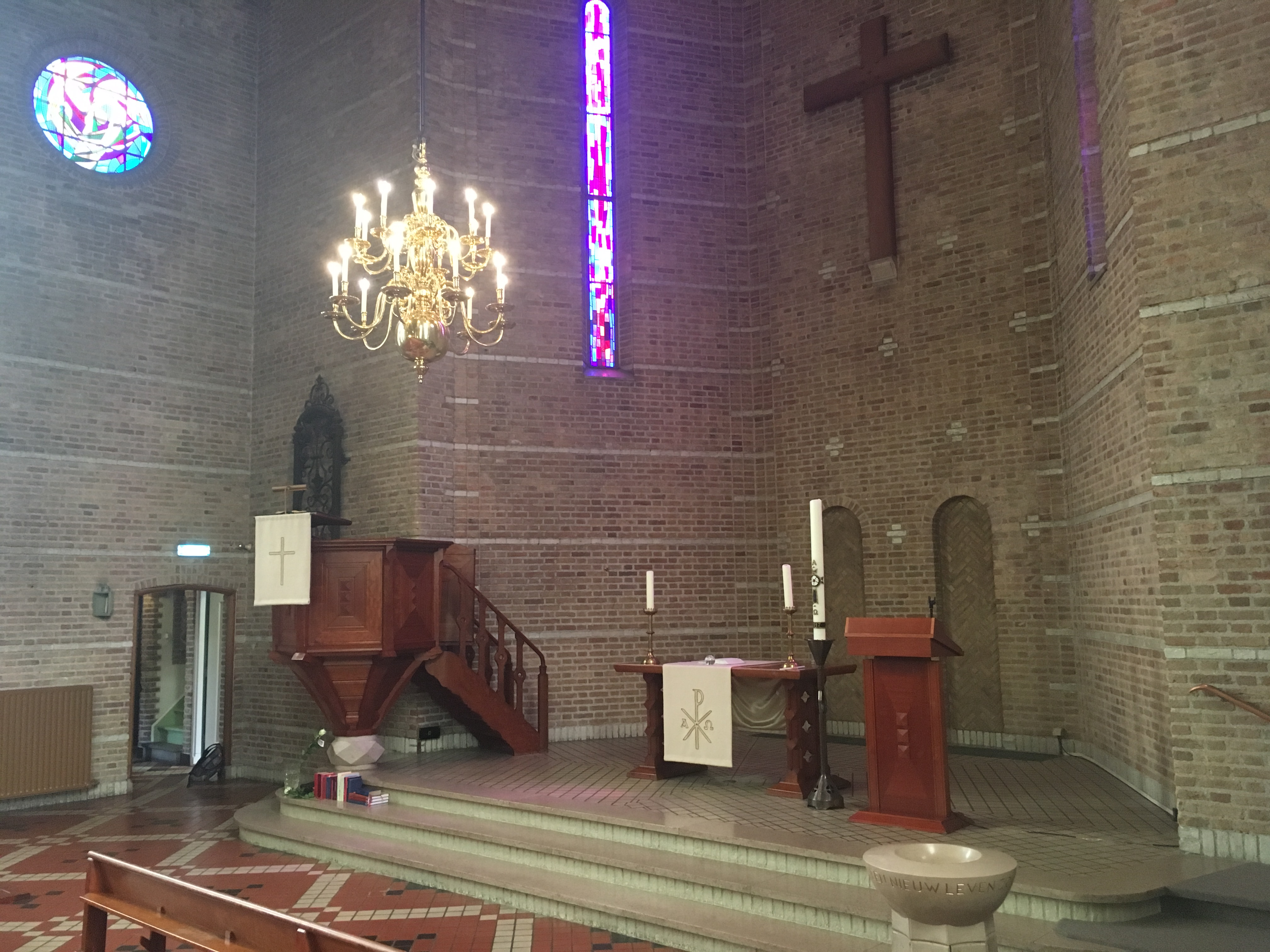
Kansel, altaar en doopvont van de Lutherse Andreaskerk Rotterdam

De Andreaskerk is de eerste wederopbouwkerk van Rotterdam, gebouwd naar ontwerp van Bastiaan van der Lecq. Het kerkgebouw werd in 1949 in gebruik genomen, als vervanging van de Lutherse kerk in het centrum van Rotterdam, die als gevolg van het bombardement aan het begin van de Tweede Wereldoorlog verwoest werd.

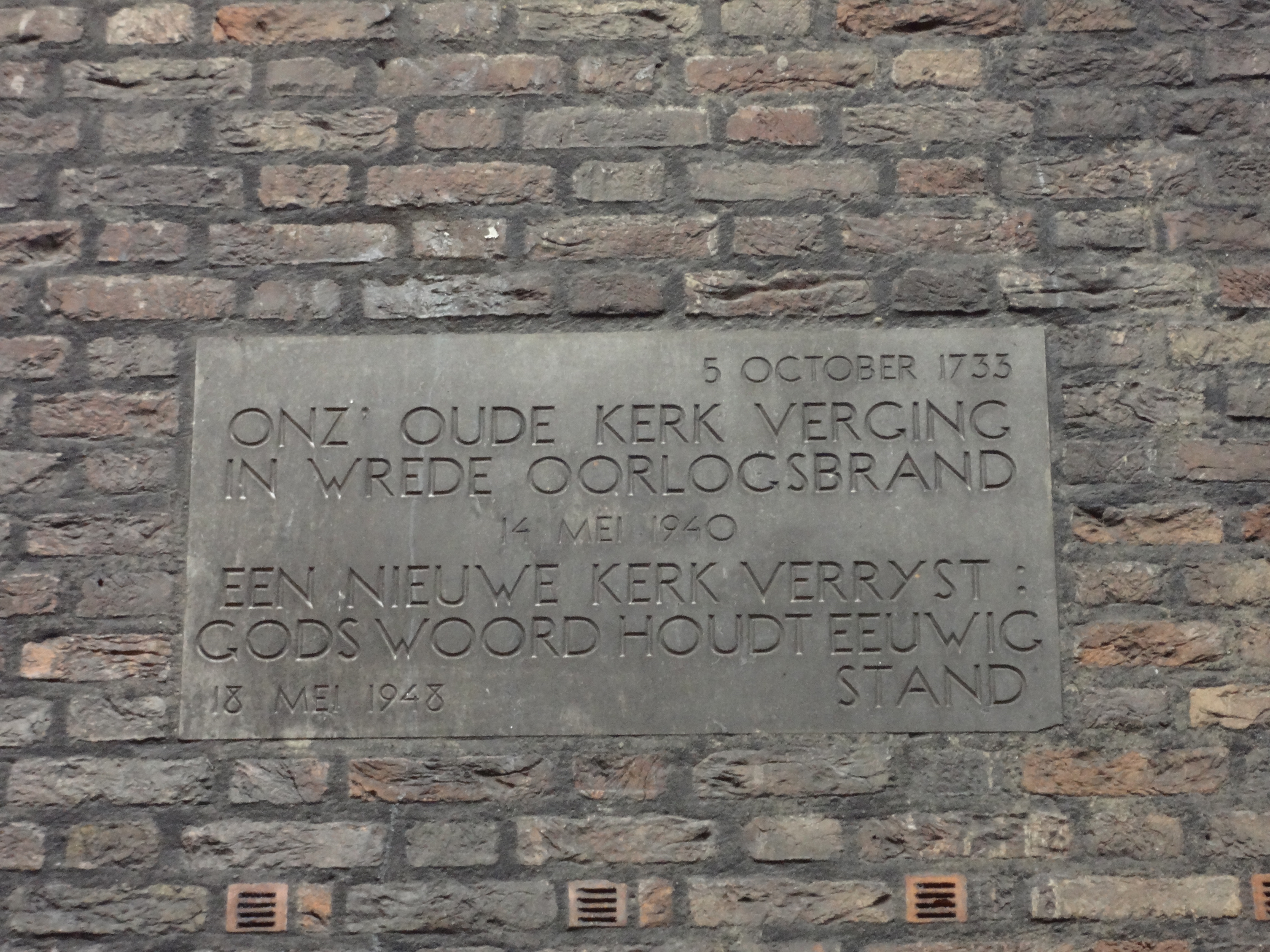
Herinnering aan het oude kerkgebouw aan de Wolfshoek dat als gevolg van het bombardement verwoest werd

De Andreaskerk, die eigendom is van de Evangelisch-Lutherse Gemeente Rotterdam, is gevestigd aan de Heer Vrankestraat in de wijk Het Oude Noorden. Dit is op de kruising van de Gordelweg en de Bergweg, bij station Rotterdam-Noord. De naam van de kerk is ontleend aan Andreas Nesscher, de eerste predikant van deze gemeente in 1604. De Lutherse Gemeente is een van de oudste kerken van Rotterdam. Alhoewel de gemeente gevestigd is in de stad is het een regiogemeente die globaal heel het gebied Rijnmond omvat. Na het bombardement maakte de gemeente acht jaar lang gebruik van de toenmalige Victoriabioscoop aan de Bergweg.

## Gebouw

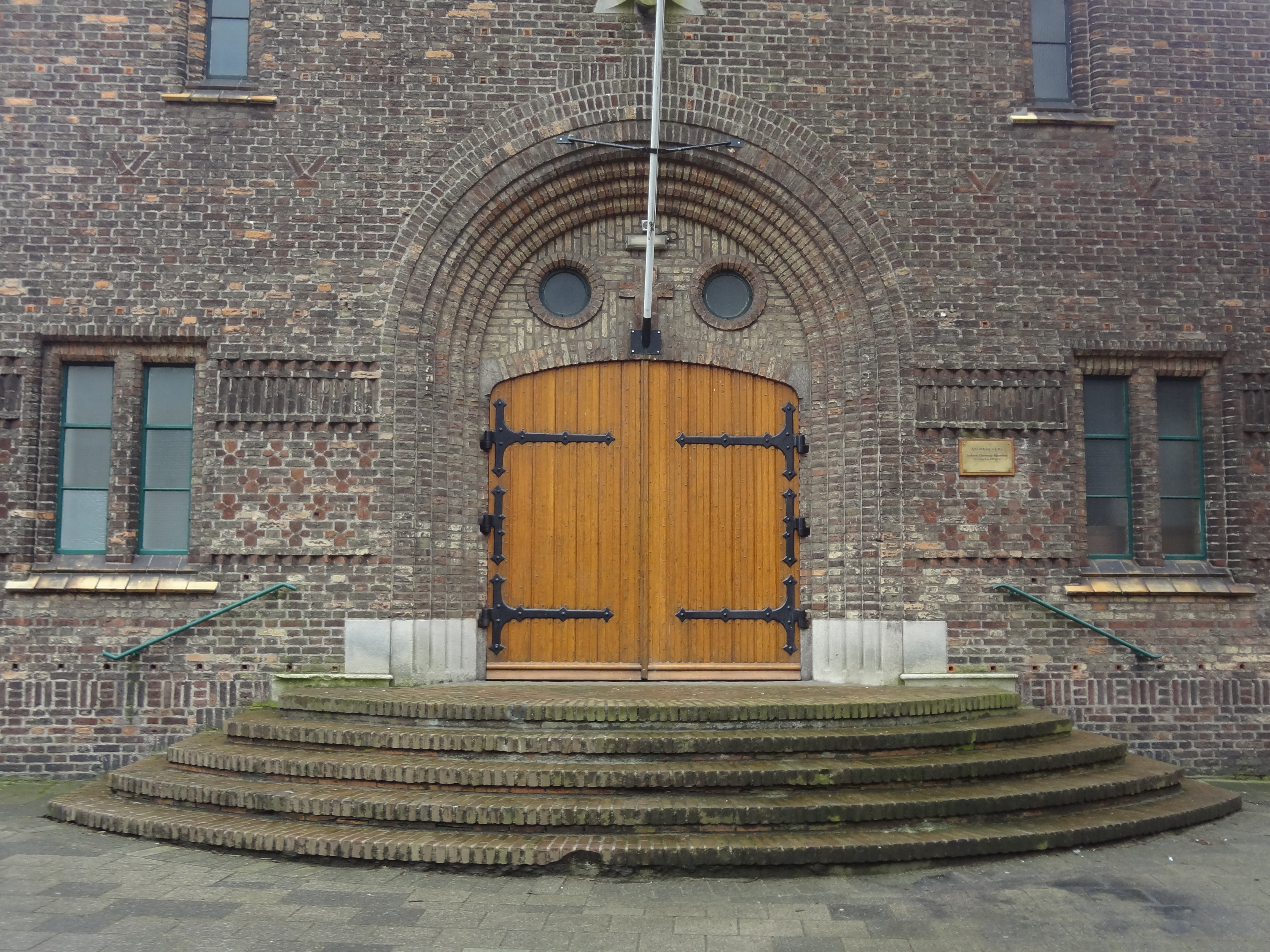
Entree van de Andreaskerk

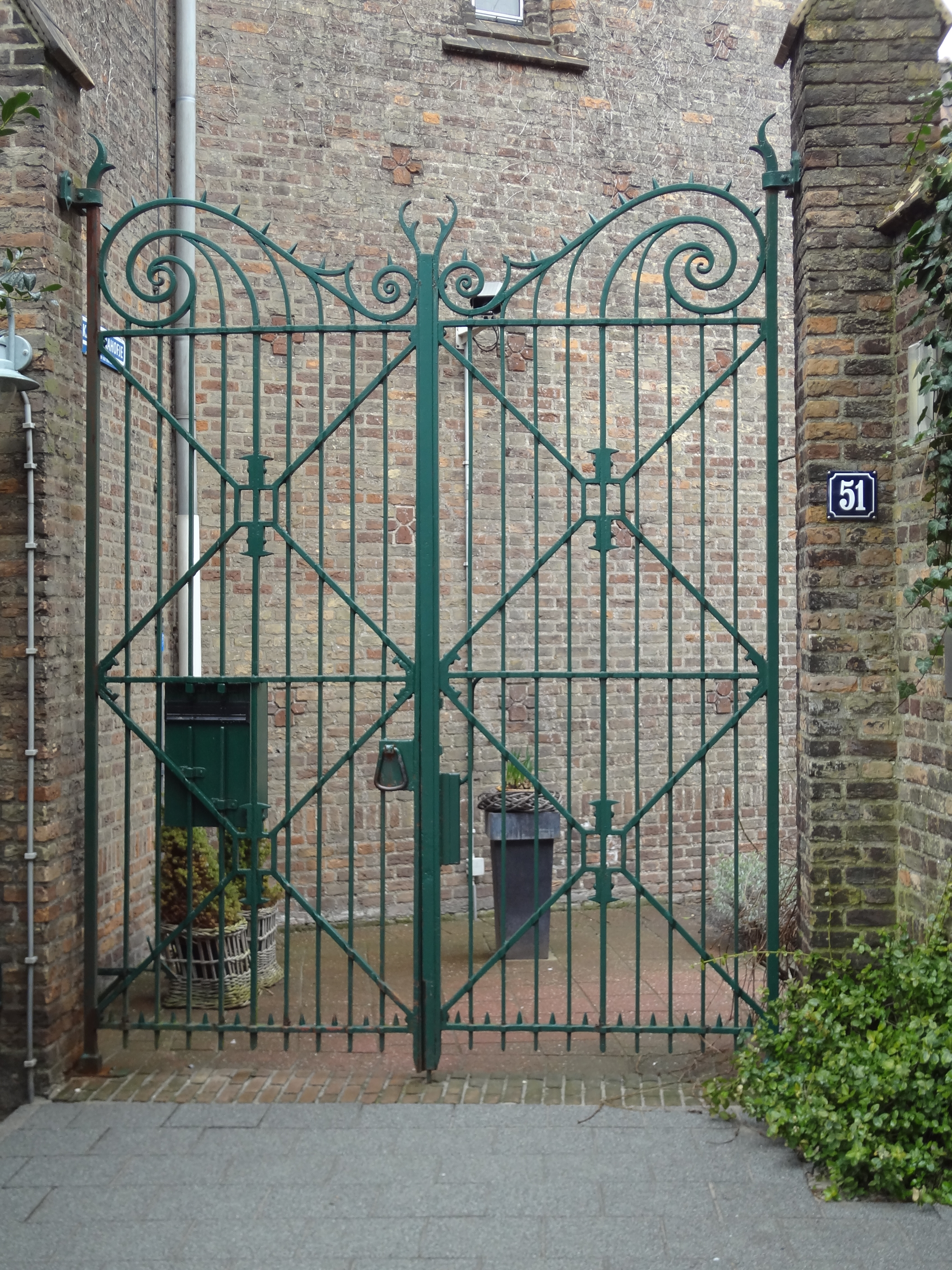
Ingang via het Katharinahofje

Het kerkgebouw valt op vanwege de traditionele en klassieke bouwstijl, dit in tegenstelling tot het Nieuwe Bouwen dat in Rotterdam tijdens de Wederopbouw op grote schaal werd toegepast. Banken, altaar en preekstoel zijn door de architect ontworpen en in mahoniehout uitgevoerd; het doopvont in steen. De altaarruimte heeft twee smalle, abstracte, blauw-rode glas-in-loodramen en in het midden een groot houten kruis. Het bijgebouw, dat via een gang met de kerkzaal verbonden is, heeft mede door zijn zalen, kosterij en binnentuin een kloosterachtige uitstraling.

## Kunst
Twee abstracte glas-in-loodramen (Jakob's worsteling en de Doop in de Jordaan), het gezangbord en muurschilderingen in de bijgebouwen zijn van de hand van kunstenaar Ger van Iersel (1922-2014). De mozaïeken in de kerkzaal zijn van ds. A.J. Meijer. De torentopreliëf met pelikaanmotief is van beeldhouwer Gerard Hoppen (1885-1959).

## Orgels
Tot 1959 was de kerk niet voorzien van een vast orgel. Tot die tijd behielp men zich met een noodvoorziening. Het huidige hoofdorgel is in 1967 gebouwd door de firma K.B. Blank & Zoon (Utrecht) voor de Noorderkerk te Sneek, in 2001 gerestaureerd en verplaatst naar de Andreaskerk. Daarnaast beschikt de kerk sinds 2005 over een bureau-orgel in empire-stijl uit 1818, vervaardigd door orgelmaker Frederik van der Weele (Middelburg).

## AndreasCantorij
Circa 12 keer per jaar levert de AndreasCantorij een bijdrage aan de diensten in de Andreaskerk, eens per maand en op kerkelijke hoogtijdagen. Deze cantorij is opgericht in 2001 en had in 2013 zo'n 19 leden.

## Zeemanskerkendienst
Hervormingsdag wordt in de Andreaskerk al decennialang jaarlijks gevierd in een Zeemanskerkendienst met de andere lutherse kerken in de stad: de Duitse, Deense, Noorse, Finse en Zweedse (zeemans-)kerken. Dat is een unicum in de wereld.